# فرد آنتون مایر
فرد آنتون مایر (انگلیسی: Fred Anton Maier; ۱۵ دسامبر ۱۹۳۸ – ۹ ژوئن ۲۰۱۵) اسکیت‌باز سرعت و دوچرخه‌سوار اهل نروژ بود.